# Tyrannochthonius terribilis
Tyrannochthonius terribilis är en spindeldjursart som först beskrevs av With 1906.  Tyrannochthonius terribilis ingår i släktet Tyrannochthonius och familjen käkklokrypare.

## Underarter
Arten delas in i följande underarter:
- T. t. malaccensis
- T. t. terribilis